# Список музеев Новгородской области
- Витославлицы
- Воротная башня
- Новгородский музей-заповедник
  - Музей колоколов
  - Старорусский краеведческий музей
  - Музей Северо-Западного фронта
  - Дом-музей Ф. М. Достоевского
  - Музей уездного города (Валдайский краеведческий музей)
  - Музей-заповедник А. В. Суворова
  - Музей истории города Боровичи и Боровичского края
  - Дом-музей Н. А. Некрасова
  - Дом-музей Г. И. Успенского
- Церковь Петра и Павла в Кожевниках
- Ярославово Дворище
- Музей театрального искусства Новгородской земли
- Картинная галерея художников-земляков (Старая Русса)
- Государственный музей художественной культуры Новгородской земли
- Хвойнинский краеведческий музей
- Медведский краеведческий музей
- Окуловский краеведческий музей им. Н. Н. Миклухо-Маклая
- Краеведческий музей Батецкого муниципального района
- Краеведческий музей Демянского муниципального района
- Краеведческий музей Крестецкого муниципального района
- Краеведческий музей Любытинского муниципального района
- Краеведческий музей Маловишерского муниципального района
- Краеведческий музей Маревского муниципального района
- Краеведческий музей Новгородского муниципального района
- Краеведческий музей Шимского муниципального района
- Краеведческий клуб-музей Поддорского муниципального района
- Краеведческий музей Солецкого муниципального района
- Клуб-музей традиционной народной культуры (Мошенское)
- Мемориальный музей В. Хлебникова
- Музей утраченного быта (Окуловский район, д. Горы)
- Музей-мельница
- Музей этнографии и народного быта «Полавский Центр фольклора и ремесел»
- Тёсовский музей узкоколейной техники